# Magneuptychia moderata
Espèce
Magneuptychia moderata est une espèce d'insectes lépidoptères (papillons) de la famille des Nymphalidae, de la sous-famille des Satyrinae et du genre Magneuptychia.

## Dénomination
Magneuptychia moderata a été décrit par Gustav Weymer en 1911 sous le nom initial d'Euptychia moderata.

## Description
Magneuptychia moderata est un papillon au dessus marron doré.
Le revers est marqué de deux fines rayures marron et d'une bande jaune clair accolée à la ligne marron la plus distale. L'aile postérieure présente une ligne submarginale d'ocelles dont celui de l'apex et ceux proches de l'angle anal sont noir pupillés alors que ceux situés entre eux sont jaune orangé centrés d'une ligne argentée.

## Écologie et distribution
Magneuptychia moderata est présent en Bolivie et au Pérou.

### Protection
Pas de statut de protection particulier.